# メルレンバッハ
メルレンバッハ (ドイツ語: Mörlenbach) はドイツ連邦共和国ヘッセン州ベルクシュトラーセ郡に属す町村（以下、本項では便宜上「町」と記載する）。

## 地理
この町は、ハイデルベルクの北約25km、マンハイムの北東約30kmのオーデンヴァルト内に位置している。連邦道B38号線沿いに位置し、ヴェシュニッツ川やメルレンバッハ川が流れる。

### 隣接する市町村
メルレンバッハは、北はリムバッハ、東はヴァルト＝ミヒェルバッハおよびアプトシュタイナハ、南はビルケナウ、西はヘムスバッハおよびラウデンバッハ（ともにバーデン＝ヴュルテンベルク州ライン＝ネッカー郡）、北西はヘッペンハイムと境を接する。

### 自治体の構成
メルレンバッハは、メルレンバッハ＝ミッテ、ヴァイハー、ベンスヴァイハー、オーバー＝ムンバッハ、クラインブライテンバッハ、グロースブライテンバッハ、フェッケルスバッハ、オーバー＝リーバースバッハ、ガイゼンバッハ、ロールバッハ、ベッテンバッハ、ユーヘーエといった地区からなる。

### 気候
ベルクシュトラーセに近い位置にあることで、メルレンバッハは穏やかな気候の場所である。ドイツでは珍しく早くからアーモンドの花が咲く土地でもある。

## 歴史
メルレンバッハは、795年に初めて文献上に記録されており、1995年に1200年祭を祝った。13世紀には、プファルツ選帝侯領とマインツ選帝侯領の間の戦略的な位置にあることからその重要性を増していった。1970年から1971年の市町村再編により現在の地区が合併した。

## 行政

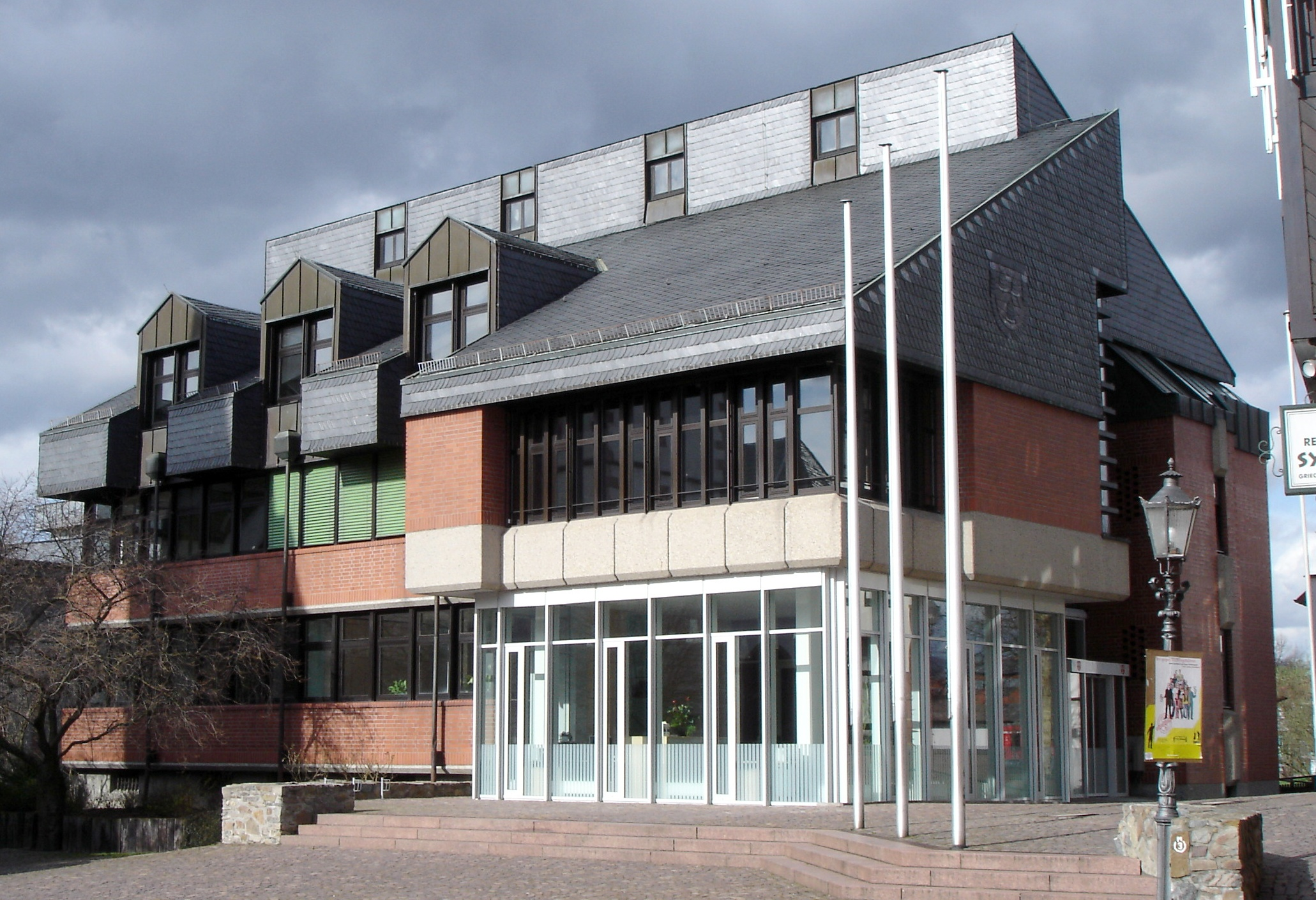
メルレンバッハ町役場

### 町議会
メルレンバッハの町議会は31議席からなる。

### 首長
イェンス・ヘルムシュテッターは2015年から町長の職にある。

### 紋章
メルレンバッハの紋章は、赤地に3つの銀の鐘が描かれている。描かれた鐘はメルレンバッハの伝説に基づいている。それは、三十年戦争の時代に略奪を恐れ鐘を池に沈めたのだが、後に徹底的に捜索したのだが見つけられなかったというものである。

### 友好都市
- グロースバイテンバッハ(Großbreitenbach)（ドイツ、テューリンゲン州）
- アソーフゥー(Aszófő)（ハンガリー、ヴェスプレーム県）
- Gárdony-Agárd（ハンガリー、フェイェール県）
- Gondreville（フランス、ムルト＝エ＝モゼル県）

## 文化と見所

### 建築
村の泉があるマルクト広場の周囲には新旧の役場、カトリック教会、修復された13世紀の防壁跡がある。

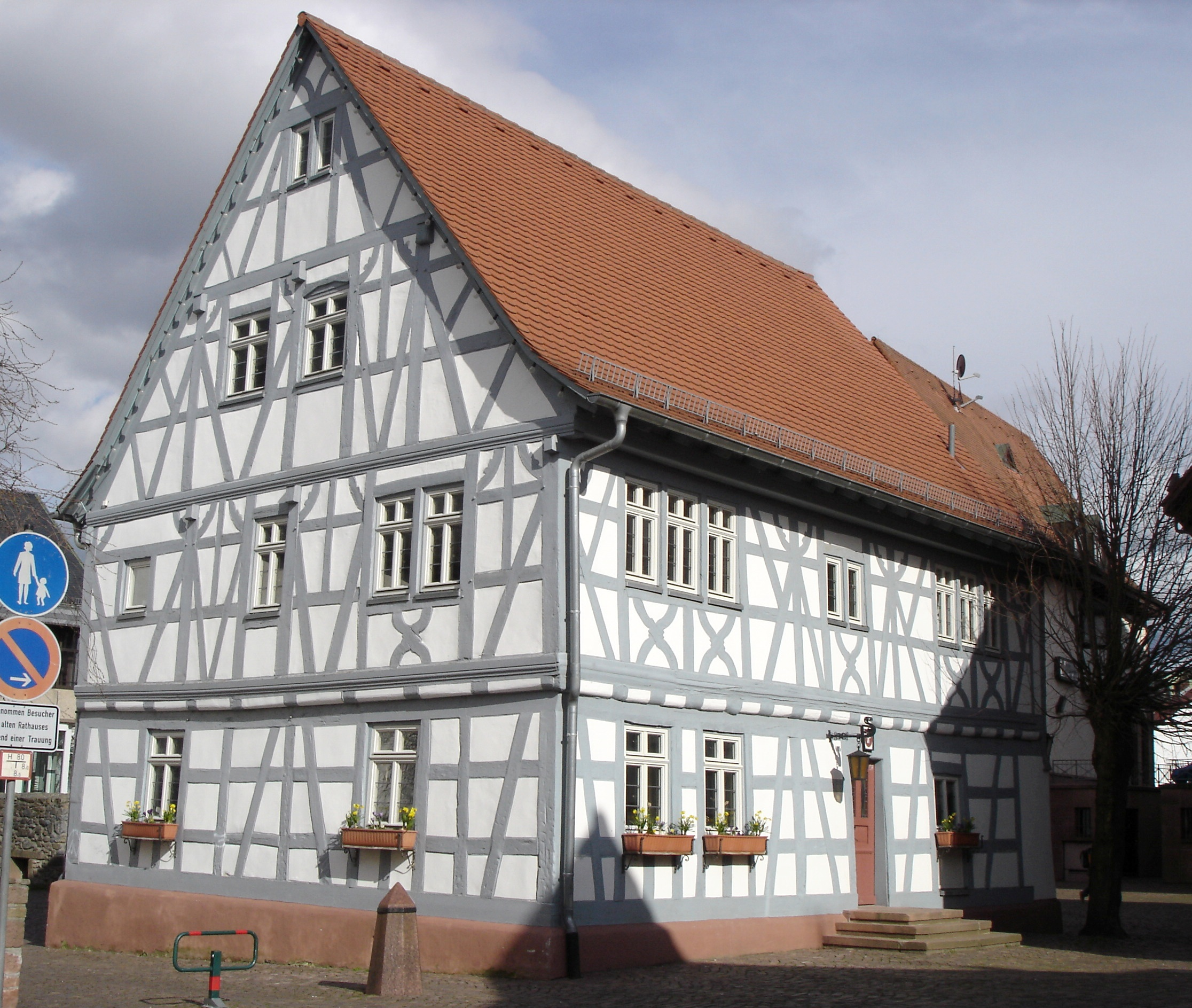
旧町役場

旧町役場は、出入り口上部の梁によれば1504年に建設されたのであるが、17世紀後半に大規模な改修が行われている。この建物は1930年あるいは1931年まで学校ならびに教員宿舎として用いられ、その後町長の行政庁舎として用いられたが、1978年に新しい町役場が造られ移転した。内装・外装ともに修復がなされ、戸籍役場の婚礼場として用いられている。

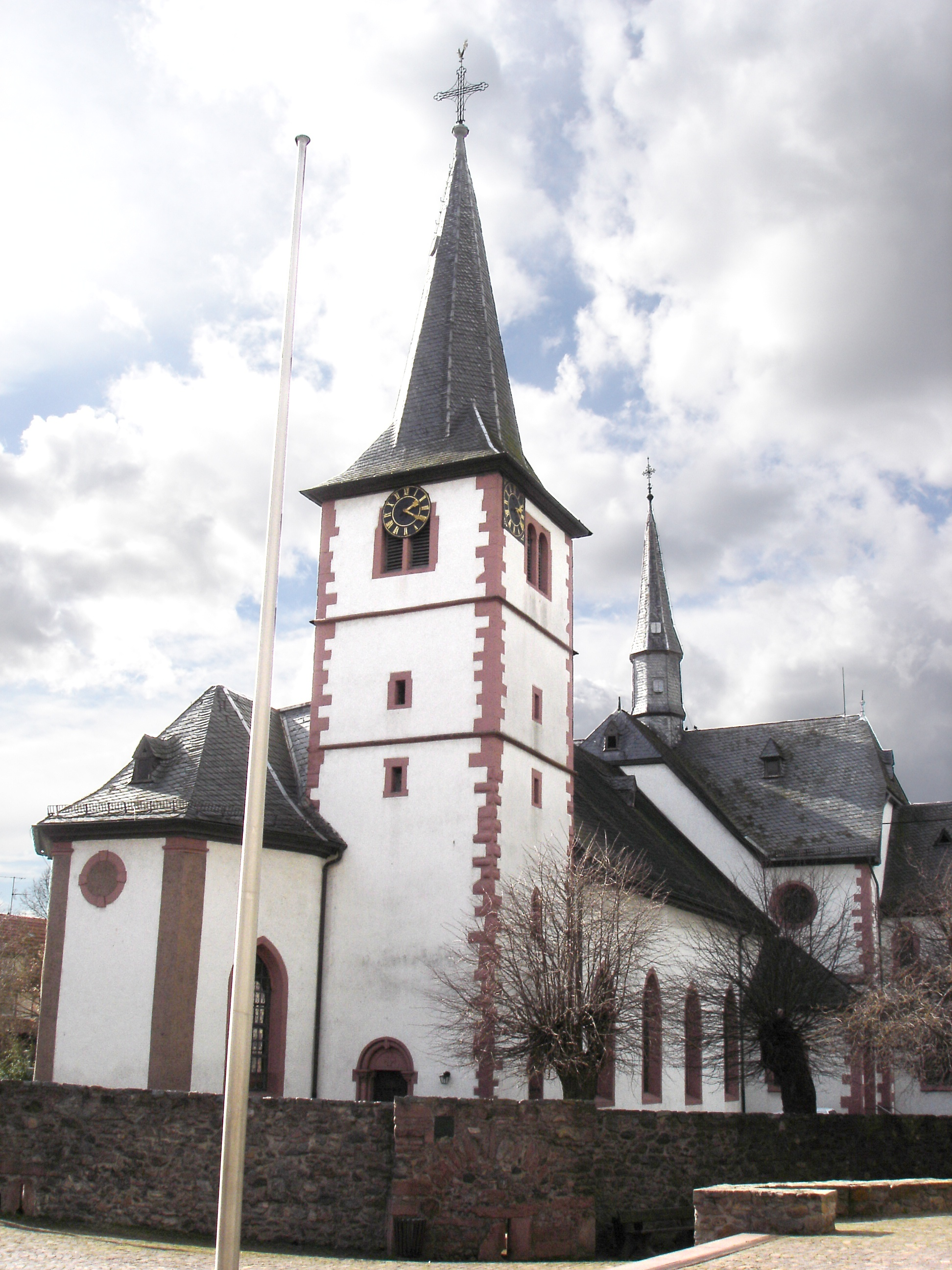
聖バルトロマイ教会

12世紀あるいは13世紀に造られたカトリックの教区教会、聖バルトロマイ教会には、3つの祭壇や400年前のオルガンといった芸術作品が収められている。祭壇の一つは、1494年にミヒェル・エアハルトによって創られたものである。また、オルガンはハイデルベルク城フリードリヒ館の礼拝堂から移築されたものである。
カトリック教会の南の翼廊前に赤色砂岩の十字架があるが、メーレンバッハにはこうした十字が多く見られる。
1994年に完成した公民館は、900人まで収容できるホールと様々な催しを人々に提供している。

### 年中行事
- 8月最終週にメルレンバッハのキルメス[訳注 1]が行われる。
- アドベントの第1週末には毎年町役場でアドヴェント市が開催される。
- 2年に1度、商人、手工業者らが小売商市が開催される。

## 経済と社会資本

### 教育
- 基礎課程学校 1校
- ヴェシュニッツタールシューレ

### 交通

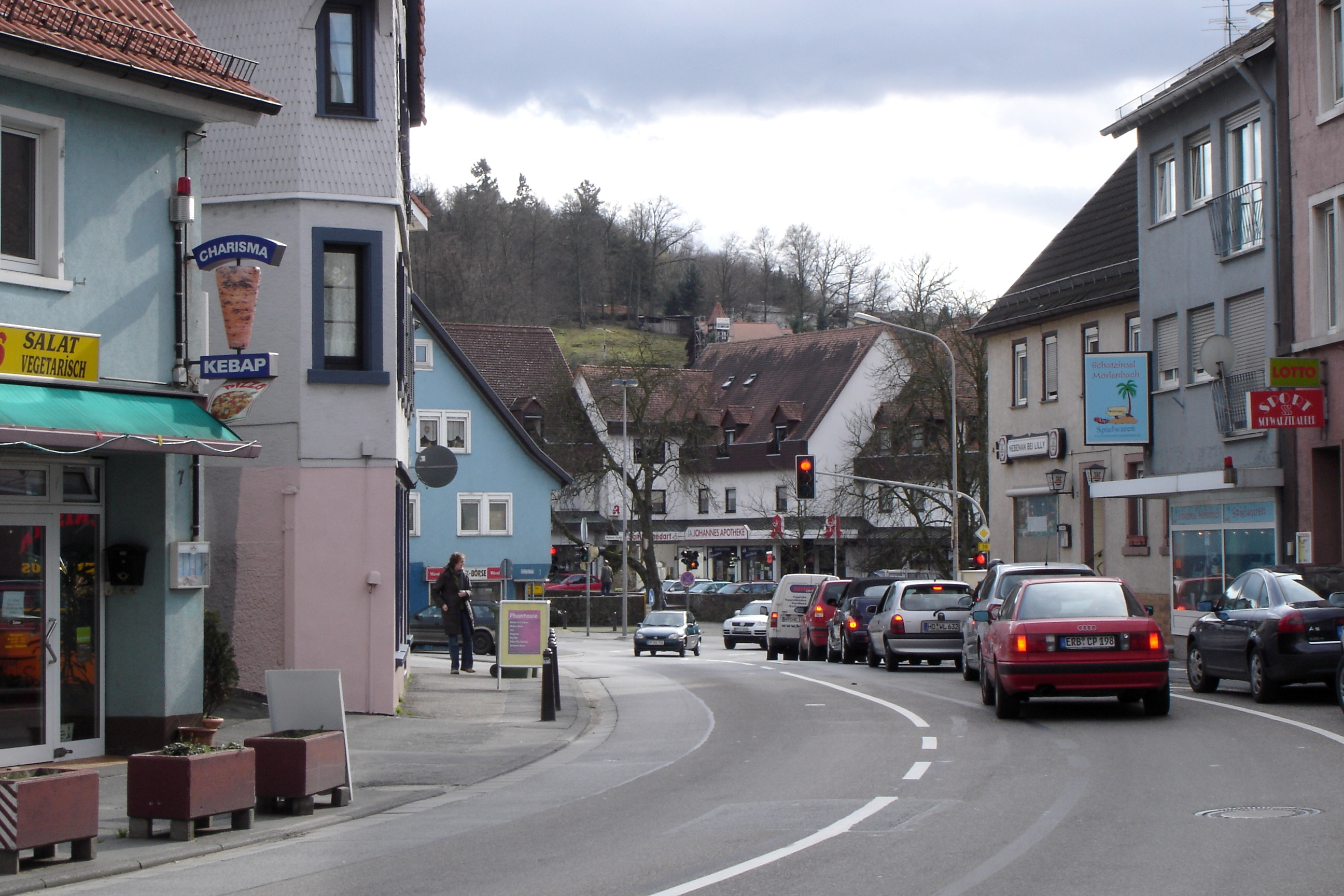
メルレンバッハを通るB38号線

メルレンバッハは、ヴェシュニッツ渓谷の中央に位置する交通の要衝である。ライン＝ネッカー大都市圏の主要幹線である連邦道B38号線が、メルレンバッハを通っている。ユーバーヴァルトから来た州道L3120号線が町の中心部でB38号線に合流し、ヘッペンハイム方面へ向かう。1999年に完成したザウコプフトンネルがメーレンバッハを直接アウトバーン網に結んでいる。
バイパスB38a号線は計画中の路線であり、町の交通量の負担軽減に寄与するものである。この計画は、具体的な計画立案に関しての意見が一致せず、実現が遅れている。周辺の住民グループはメルレンバッハの下にトンネルを掘る案（W4案）を、町内の住民グループは迂回路案（O2案）をそれぞれ支持し、議論が行われている。
メルレンバッハはライン＝ネッカー交通連盟のサービス提供エリアに含まれる。メルレンバッハ駅は、ヴァインハイム - フュルト間のヴェシュニッツタール鉄道の駅である。この駅には1時間毎、平日の乗降数が多い時刻には30分ごとに、ドイツ鉄道のレギオナルバーンが発着する。現在は廃止になったヴァルト＝ミヒェルバッハ行きのユーバーヴァルト鉄道がこの駅でヴェシュニッツタール鉄道から分岐していた。

## 訳注
1. ↑  キルメス (ドイツ語: Kirmes) は教会開基祭を起源とする民俗祭である。